# Riccardo Maestri
Riccardo Maestri (Milán, 20 de abril de 1994) es un deportista italiano que compitió en natación. Ganó una medalla de plata en el Campeonato Europeo de Natación de 2012, en la prueba de 4 × 200 m libre.

## Palmarés internacional
| Campeonato Europeo | Campeonato Europeo | Campeonato Europeo | Campeonato Europeo |
| Año                | Lugar              | Medalla            | Prueba             |
| ------------------ | ------------------ | ------------------ | ------------------ |
| 2012               | Debrecen (Hungría) | Medalla de plata   | 4 × 200 m libre    |